# Aerobryopsis aristifolia
Aerobryopsis aristifolia là một loài Rêu trong họ Meteoriaceae. Loài này được X.J. Li, S.-H. Wu & D.-C. Zhang mô tả khoa học đầu tiên năm 2003.